# شهدخوار گلوخاکستری
شهدخوار گلوخاکستری (نام علمی: Anthreptes griseigularis) نام یک گونه از تیره شهدخواران است.